# Die Taktstürmer
Die Taktstürmer ist ein deutscher Dokumentarfilm von Filmemacher Nico Sommer, der drei unterschiedliche Berliner Musiker bei ihrer beruflichen Karriereplanung zum Profimusiker beobachtet.
Die dreijährige Langzeitbeobachtung zeigt den komplexen wie schwierigen Weg, als Musiker erfolgreich durchzustarten – am Anfang einer Karriere, als auch mittendrin.
Der Film lief u. a. im Wettbewerb des Kasseler Dokumentarfilm- und Videofestes 2011 und auf dem Spiegel tv Dokumentarfilm-Festival Open Doku 2012. 

## Handlung
Singer-Songwriter Robert will an der Musikhochschule Amsterdam den Einstieg ins Popgeschäft versuchen. Doch ihm wird wenige Monate später die Ablehnung per E-Mail mitgeteilt. Daraufhin entschließt er sich seine Sprecherkarriere auszubauen und zu verstärken. Der Cellist Nikolaus lebt am Rande des Existenzminimums und bemüht sich auch um kleinere Auftritte in Berlin oder Umgebung. Er bekommt ein Angebot mit dem Comedy-Duo Scratch in Australien als Support aufzutreten. Zurück in Berlin erfährt er, dass sein Cello (Umbra) noch nicht abbezahlt ist. Anna ist im letzten Jahr ihres Abiturs und probt fleißig für ihre Auftritte mit ihrer Funk-Band. Selbstbewusst streitet sie sich mit ihrem Vater um den richtigen Weg und die richtige Einstellung um es in den Popolymp zu schaffen. Anna ist zielstrebig und wird doch immer wieder von Rücktritten einiger Bandmitglieder zurückgerissen aus ihrem Ehrgeiz.

## Hintergrund

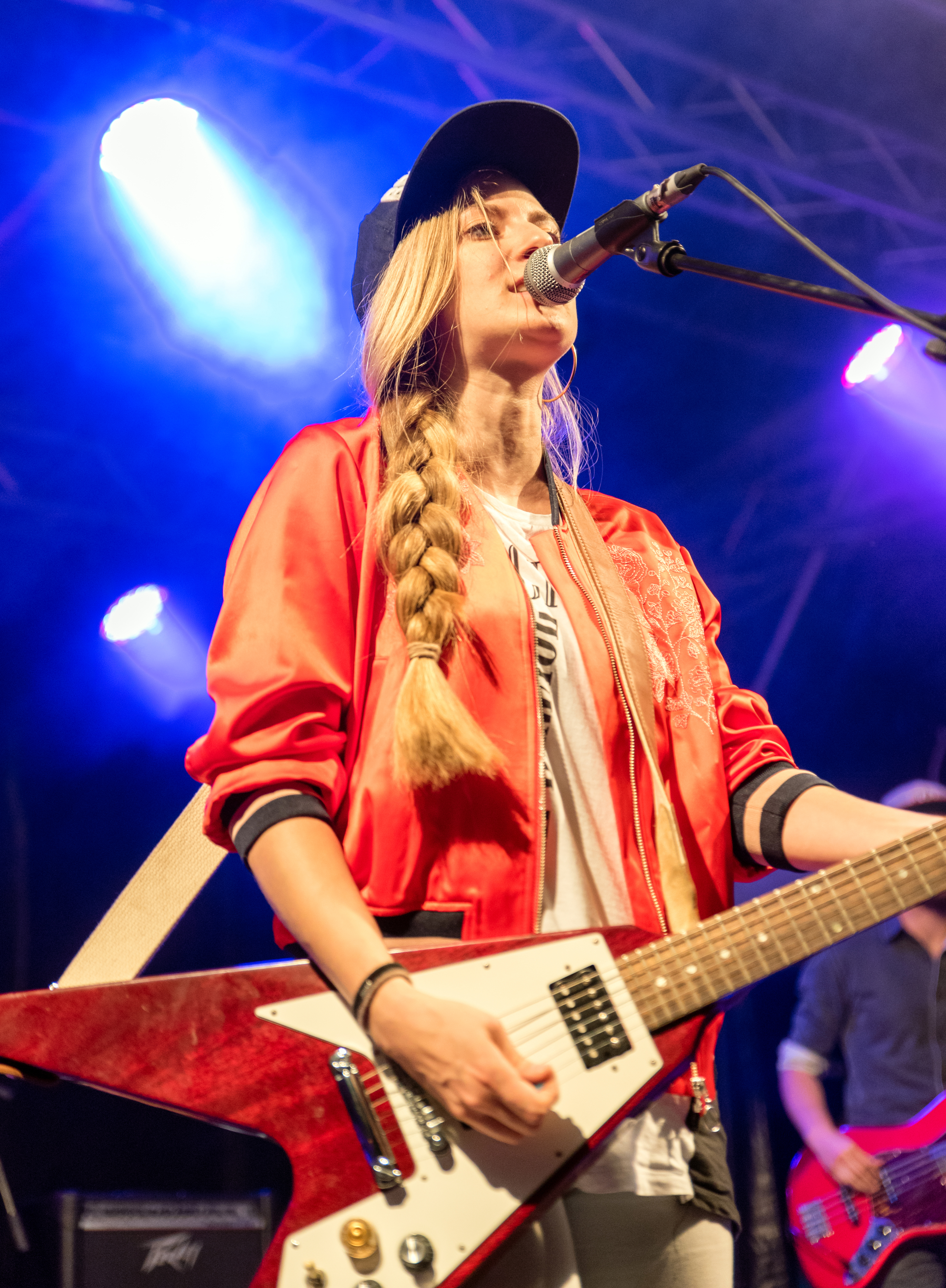
Anna Guder als Kiddo Kat (2016)

Die Beobachtung der drei unterschiedlich ambitionierten Musiker, erfolgte durch Nico Sommer über 3 Jahre hinweg. Die Dreharbeiten fanden von 2008 bis 2010 statt. Regisseur Nico Sommer begleitete die Protagonisten mit einer HDV Kamera fast ausschließlich allein. Das letzte Jahr der Beobachtung wird durch Texttafeln aktuell in den 2011 fertiggestellten Film eingeflochten. Die Schnittarbeit dauerte 6 Monate. Der Film ist hälftiger Teil der praktischen Abschlussarbeit von Nico Sommer an der Kunsthochschule Kassel. Die Beobachtung der Protagonisten soll filmisch noch bis 2022 erfolgen.
Anna Guder arbeitet inzwischen unter dem Künstlernamen Kiddo Kat, seit März 2021 als Annie Chops, mit Musikern wie Frank Peterson, Tobias Held oder Michael Grimm zusammen.